# Isaac-Julien Rouge
Isaac-Julien Rouge, né le 13 février 1866 à Lausanne (Suisse) et mort le 1er mai 1952 à Paris 7e, est un professeur d'université et germaniste français. 

## Biographie
Isaac-Julien Alfred Rouge est issu d'une famille bourgeoise de Lausanne. Ses études l'amènent tout d'abord à être licencié en lettres en 1889, puis agrégé d'allemand en 1892 et enfin docteur en lettres en 1905. 

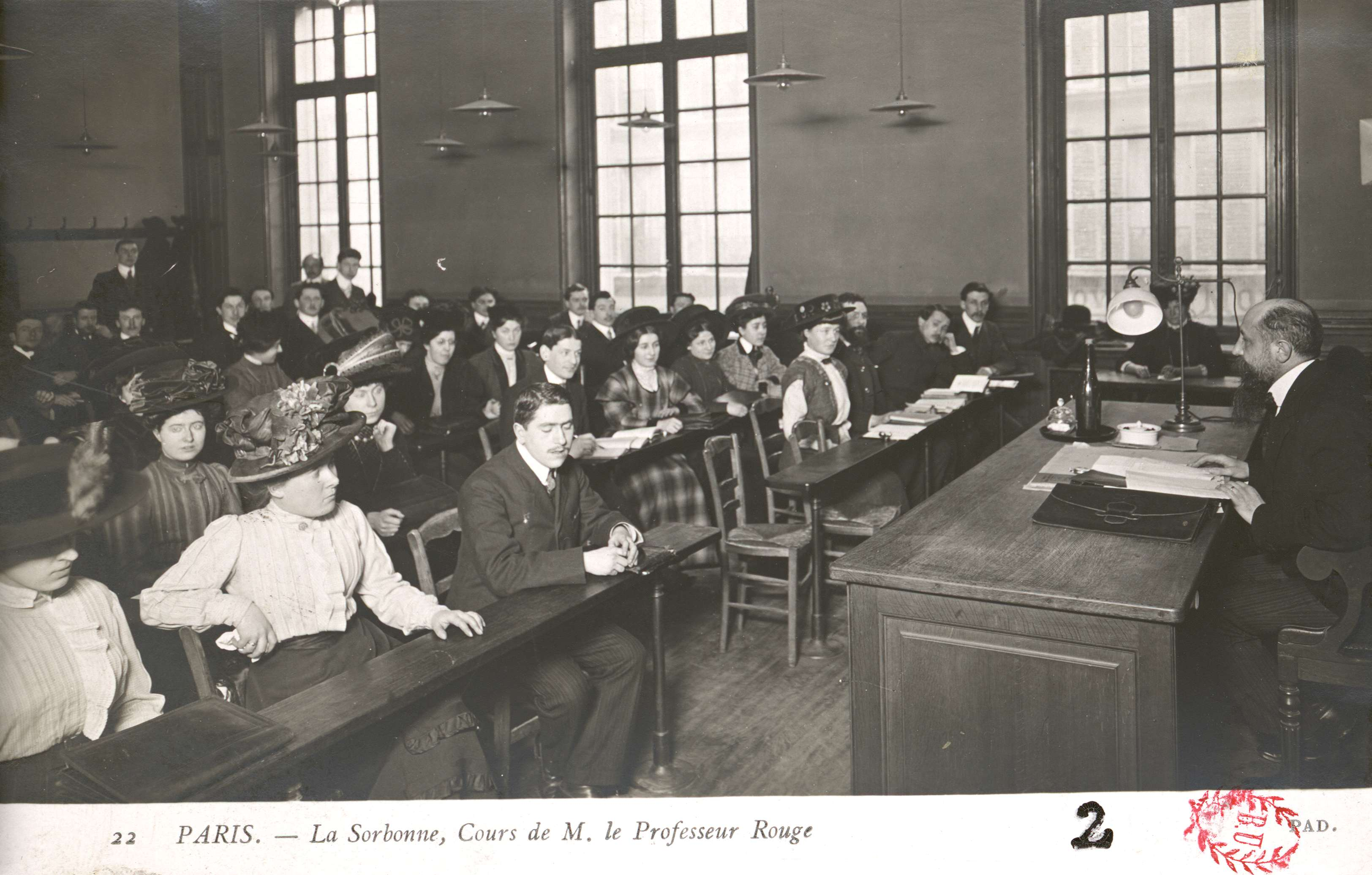
Cours de M. le professeur Rouge à la Sorbonne.

Isaac-Julien Rouge commence sa carrière académique dans le cadre d'un poste de professeur au lycée de Nîmes, entre 1892 et 1897. Il devient par la suite maître de conférences à la Faculté des lettres de Bordeaux (1897), puis maître de conférences de langue et littérature allemande à la Faculté des lettres de Paris à partir de 1908. Il est successivement professeur sans chaire (1921) puis professeur titulaire (1926) et est admis à la retraite le 1er octobre 1936, en qualité de professeur honoraire.
Isaac-Julien Rouge exerce en parallèle diverses fonctions universitaires. Il est notamment membre puis président du jury d'agrégation d'allemand entre 1910 et 1926. Il est également vice-président de l'Association des Professeurs de Langues Vivantes et vice-président puis président de l'Association du personnel enseignant des Facultés des lettres (1928-32). Julien Rouge contribue à plusieurs revues, dont la Revue philomathique de Bordeaux et du Sud-Ouest, les Documents sur la guerre, le Journal du soldat, la Revue politique et parlementaire, la Revue de l'enseignement des langues vivantes ou encore la Revue germanique. Il dispense des conférences à l'Institut des Hautes études de Belgique et à l'Université de Lausanne.

## Publications
- L'enseignement des langues vivantes et l'éducation nationale (1895).
- Frédéric Schlegel et la genèse du romantisme allemand, thèse de doctorat (1904).
- Erlauterungen zu F. Schlegels Lucinde (1904), thèse complémentaire. — Schiller (1927).
- Kleist (s.d.).
- Lessing et la philosophie du sentiment (1924).
- Les écrivains allemands de la première école romantique et l'histoire générale de la littérature (1930).
- édition d'Ondine de Fouqué (1933).
- Wackenroder et la genèse de l'esthétique romantique (1934).
- Le culte du moi et la culture du moi chez Frédéric Schlégel (s.d.).

## Distinctions
Isaac-Julien Rouge est nommé chevalier de la Légion d'honneur en 1930
.